# City University of Hong Kong
Die City University of Hong Kong, kurz, CityU (chinesisch 香港城市大學 / 香港城市大学, Pinyin Xiānggǎng Chéngshì Dàxué, Jyutping Hoeng1gong2 Sing4si5 Daai6hok6, kurz 城大) ist eine der acht Universitäten Hongkongs. Die in Kowloon Tong, Kowloon, liegende Universität wurde 1984 als City Polytechnic of Hong Kong (香港城市理工學院) gegründet und erhielt offiziell zum 25. November 1994 den Universitätsstatus. Sie ist Mitglied der Association of Commonwealth Universities.

## Galerie

Umgebung von CityU
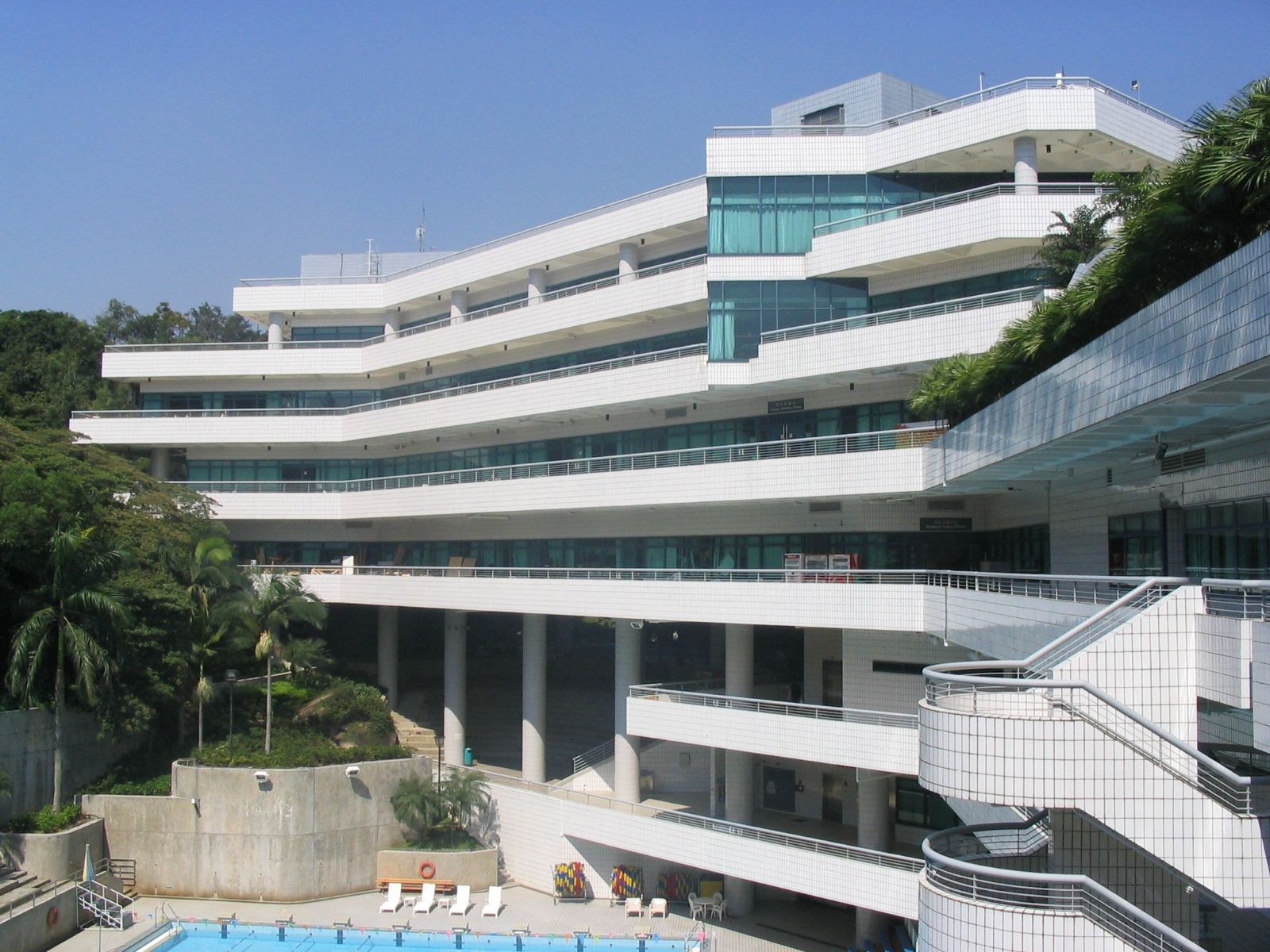
Amenities Building der CityU
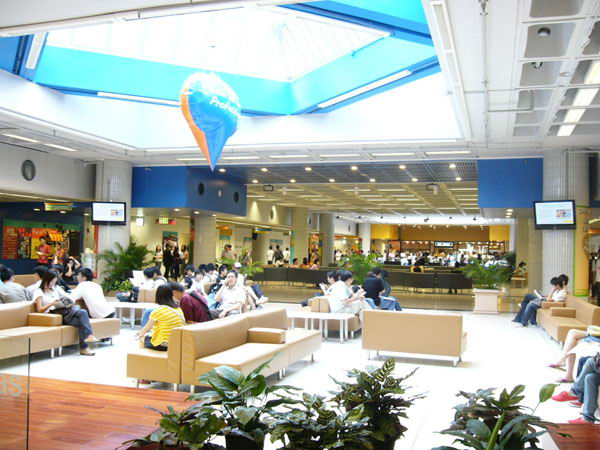
CityU Innen
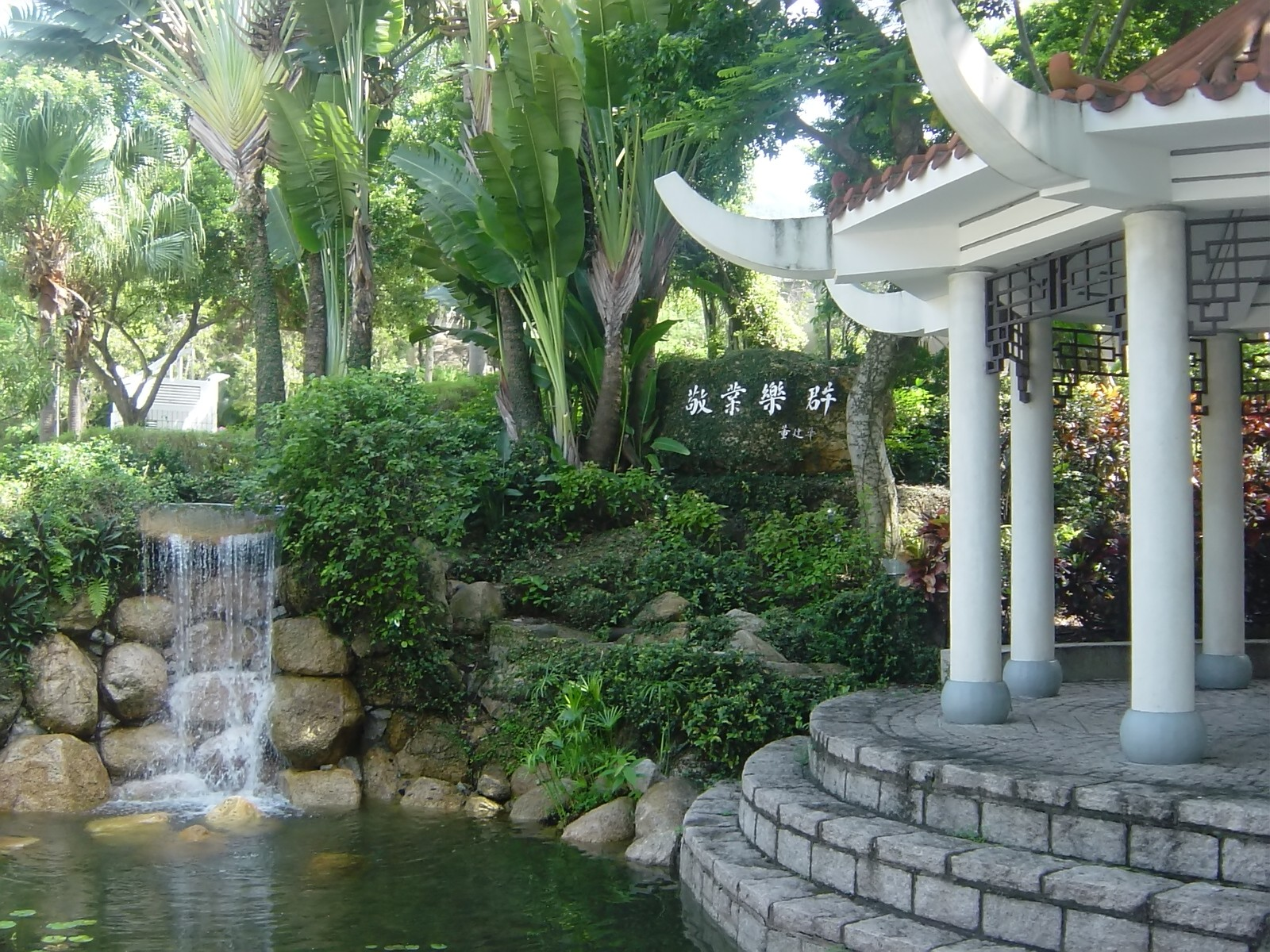
Universitäts Garten
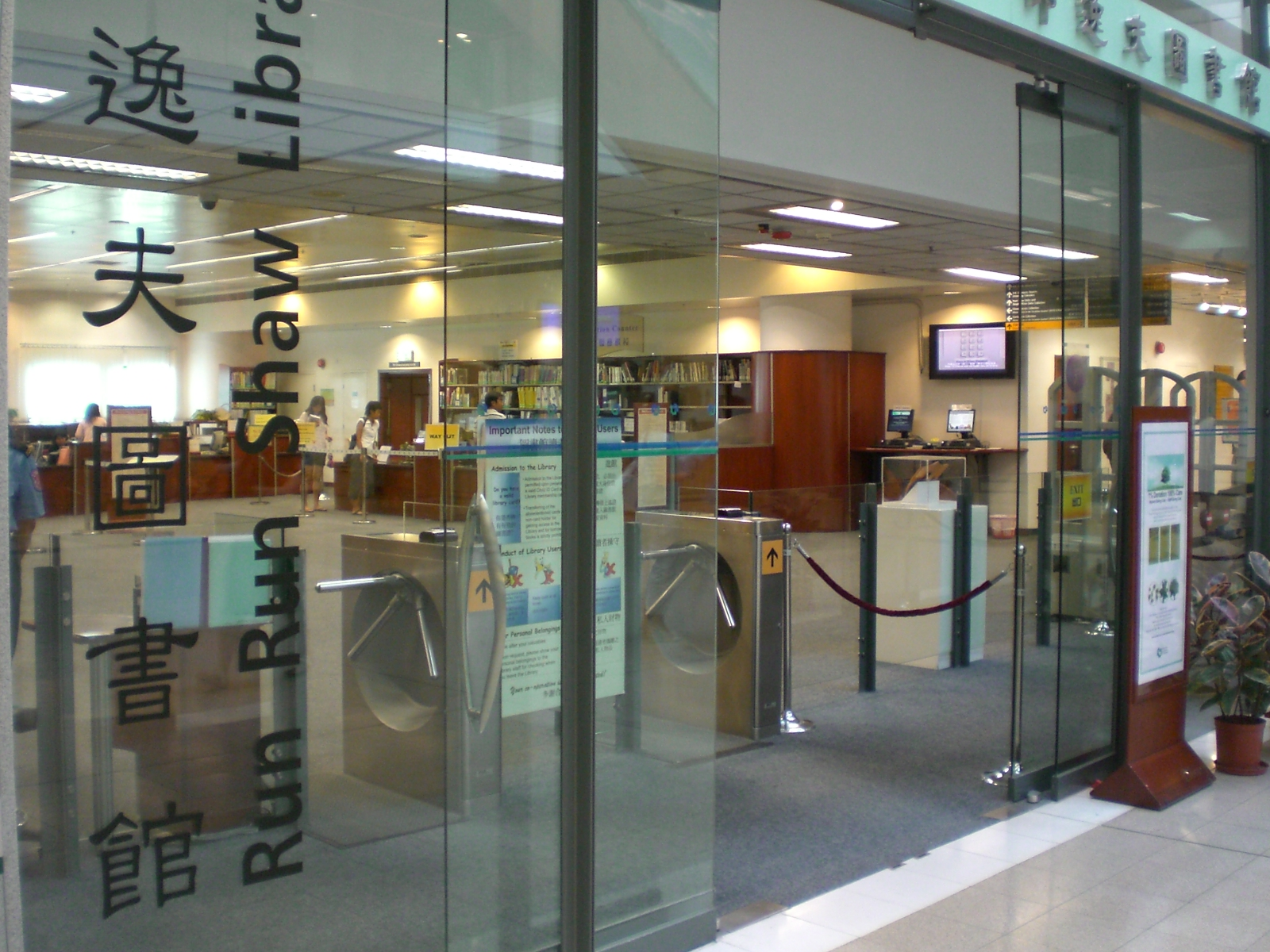
Run Run Shaw Library der CityU